# Daniel Uzin
Eduardo Daniel Uzin (Entre Ríos, Argentina, 12 de marzo de 1953) es un exfutbolista argentino que jugaba como volante.

## Trayectoria

### San Lorenzo
Uzin debutó con la camiseta de San Lorenzo en 1975. Jugó en el ciclón hasta 1976.

### Gimnasia de La Plata
En 1977 pasó a Gimnasia de La Plata. En el lobo platense jugó hasta 1978.

### Juventud Unida de San Luis
En 1979 se mudó a San Luis, para sumarse a Juventud Unida. Disputó la primera y única participación del club puntano en Primera División.

### Atlético Tucumán
En 1980 viajó a San Miguel de Tucumán y se sumó a Atlético Tucumán. Vistió la camiseta del decano durante un año.

## Clubes
| Club                 | País      |
| -------------------- | --------- |
| San Lorenzo          | Argentina |
| Gimnasia de La Plata | Argentina |
| Juventud Unida       | Argentina |
| Atlético Tucumán     | Argentina |